# André Perchicot
André Perchicot (Bayona, 9 de agosto de 1888-Bayona, 3 de mayo de 1950) fue un deportista francés que compitió en ciclismo en la modalidad de pista. Ganó dos medallas de bronce en el Campeonato Mundial de Ciclismo en Pista, en los años 1912 y 1913.

## Medallero internacional
| Campeonato Mundial | Campeonato Mundial      | Campeonato Mundial | Campeonato Mundial       |
| Año                | Lugar                   | Medalla            | Competición              |
| ------------------ | ----------------------- | ------------------ | ------------------------ |
| 1912               | Newark (Estados Unidos) | Medalla de bronce  | Velocidad individual (P) |
| 1913               | Leipzig (Alemania)      | Medalla de bronce  | Velocidad individual (P) |